# روباه و سگ تازی
«روباه و سگ تازی» (انگلیسی: The Fox and the Hound) رمانی است از نویسنده مطرح آمریکایی دانیل پی. منیکس که کار تصویرنگاری آن را جان شونهر به انجام رسانده. ماجرای این رمان، شرحِ زندگیِ یک روباه سرخ به نام تود می‌باشد که توسط یک انسان در اولین سال از زندگی‌اش پرورش یافته و کوپر که یک سگ از نژادِ بلودهاند می‌باشد که متعلق به یک شکارچی محلی است.
رمان برندهٔ جایزه کتاب حیوانات دوتون در سال ۱۹۶۷ گردید. که در ادامه مُنجر به چاپ آن در ۱۱ سپتامبر همان سال توسط انتشارات ای.پی دوتون گردید. این کتاب در سال ۱۹۶۷ در زمرهٔ آثار برگزیدهٔ کتابخوانانِ ریدرز دایجست قرار گرفت. پس از آن موفق به ربودن جایزهٔ ادبی آتنیوم گردید. منتقدان نیز استقبال خوبی از این اثر ادبی داشتند. آنها جزئیات و سبک نوشتن منیکس را تحسین نمودند. شرکت والت دیزنی، حقوق مربوط به ساخت فیلم برای رمان را همان زمان که برندهٔ جایزهٔ دوتون گردید خریداری نمود هر چند تا سال ۱۹۷۷ به مرحله تولید نرسید.